# Gestion du risque météorologique en entreprise
 (novembre 2023).
La gestion du risque météorologique en entreprise est l’évaluation de la perte potentielle de chiffre d’affaires ou de profit due aux variations des conditions météorologiques. Il concerne les quatre grandes variables que sont la température, les précipitations, l’ensoleillement et le vent. Ce risque ne concerne que les variations ordinaires du temps sur l’impact potentiel sur la performance d’une entreprise, d’une anomalie météo, c’est-à-dire de la fluctuation autour de sa valeur moyenne. Cette normale est en général calculée sur 30 ans.

## Motivation
Lorsque la température en hiver est plus douce que la normale, la consommation électrique diminue et le revenu des distributeurs d’électricité aussi. S’il pleut davantage que la normale en été, la fréquentation des parcs d’attraction et leur résultat baissent. Les ventes dans un hypermarché varient considérablement avec la météo car elle influence le consommateur au niveau du choix du produit (soupe ou glace) et de la quantité achetée. Plus les routes et les aéroports sont enneigés, plus le coût de maintenance est élevé et plus le résultat des compagnies aériennes souffre. Les exemples peuvent être multipliés à l’infini. Les études économiques menées par le ministère du commerce américain montrent que 80 % des entreprises sont concernées par le risque météo et que le montant en risque représente près de 30 % du PIB.
En Europe, les chiffres sont comparables, représentant en moyenne 25 % du PIB, soit 700 Mds $ en Allemagne, 470 Mds $ au Royaume-Uni, ou 420 Mds $ en France, soit autant que le montant des exportations. En France précisément, une étude publiée dans La gestion du risque météo en entreprise montre que deux secteurs d’activité sur trois sont affectés par le risque météo et que certains cas, les fluctuations de la météo expliquent seules plus de la moitié de la variation de chiffre d’affaires du secteur d’activité concerné.

## Météo-sensibilité et Météo-vulnérabilité
Une entreprise dont la performance financière est affectée par la météo est dite « météo-sensible » ou encore « météo-vulnérable ». La détermination de la perte potentielle moyenne ou maximale de résultat ou de chiffre d’affaires liée à la météo définit le degré de « météo-vulnérabilité » d’une entreprise.
Le niveau de météo-sensibilité varie évidemment d’un secteur à l’autre. Parmi les secteurs les plus sensibles, on trouve la production et la distribution d’énergie, l’agriculture, les produits de grande consommation, l’agro-alimentaire et les boissons, les transports, le tourisme et les loisirs, le textile ou encore les collectivités locales. 
Pour évaluer le degré de météo-sensibilité d’une entreprise donnée, on confronte les données de l’entreprise (ventes quotidiennes, hebdomadaires ou mensuelles, résultat, coût de production) avec les données météorologiques susceptibles d’avoir une influence sur le paramètre que l’entreprise souhaite étudier. Cette analyse permet d’isoler l’indice climatique pertinent (une ou plusieurs variables climatiques), d’expliciter la relation entre cet indice et l’activité de l’entreprise, et de déterminer les éventuels effets de seuil. Par exemple, le chiffre d’affaires d’une entreprise qui commercialise de la bière en France varie en fonction de la température : entre 20 et 30 °C, chaque degré correspond à 5 % de chiffre d’affaires. Au-delà de 30 °C, l’impact relatif de la température sur le chiffre d’affaires diminue ; même chose lorsque la température est inférieure à 20 °C. 
Les moyennes saisonnières étant connues, les chefs d’entreprises sont ainsi capables de déterminer les ventes ou le résultat à « météo normale ». Ils peuvent dès lors, en utilisant les données historiques climatiques évaluer la vulnérabilité de leur entreprise et calculer le montant et la probabilité d’occurrence de la perte moyenne ou de la perte maximale liées au risque météo. 
Lorsque les entreprises ne disposent en interne des compétences requises pour effectuer l’analyse de météo-sensibilité et de météo-vulnérabilité, elles peuvent s’appuyer sur l’expertise de consultant en intelligence climatique ou sur des sociétés spécialisées dans la couverture et la gestion du risque météo. 

## Le marché de la météo
Le marché de la météo est né à la fin des années 1990 avec la dérégulation du marché de l’énergie aux États-Unis. Pour garantir leur résultat d’exploitation, vulnérable aux températures trop faibles en hiver, des entreprises du secteur de l’énergie ont mis en place des produits de couverture dont l’indemnité est proportionnelle à la baisse de température subie. Dans la forme, il s’agit de produits dérivés classiques, à la différence près que l’actif sous-jacent est un indice climatique.
En 1999, le Chicago Mercantile Exchange (CME) lance les premiers contrats à terme sur température pour quelques grandes villes américaines. Aujourd’hui le CME propose une multitude de contrats à terme et d’options. Ces contrats sont mensuels ou saisonniers. Ils sont indexés sur la température, les précipitations, le gel, les chutes de neige et couvrent les villes des États-Unis, du Canada, d’Australie, d’Europe et d’Asie-Pacifique.
Le marché de gré à gré, permettant aux participants de bénéficier d’instruments financiers adaptés, s’est développé en parallèle. Selon l’association des professionnels de la gestion du risque météo, le nombre de contrats de gré à gré a augmenté de 150 % entre 2010 et 2011, et le montant global est en hausse de 86 % sur la même période. C’est aux États-Unis que le nombre de contrats est le plus élevé, mais l’Europe est en forte croissance. Le sous-jacent le plus fréquent est la température. Le montant total des transactions a atteint 11,8 milliards de dollars en 2011, en hausse de 18,4 % d’une année à l’autre.

## Couverture du risque météo
La gestion du risque météo est le processus par lequel une entreprise peut limiter ou transférer la perte potentielle d’exploitation due à la météo, à l’aide d’un produit de couverture financière.
L’analyse de vulnérabilité permet d’identifier l’indice climatique pertinent et de connaître l’impact financier de sa variation. En s’appuyant sur les historiques de données météo, on évalue le risque en mesurant les pertes et leurs probabilités d’occurrence. L’entreprise peut ensuite décider de la stratégie de couverture à mettre à place, en choisissant le niveau de rentabilité à protéger et la période à couvrir. Le produit de couverture peut prendre la forme d’une assurance ou d’un instrument financier.
En pratique, en échange d’une prime, l’entreprise bénéficie d’un contrat, basé sur l’indice climatique déterminé dans l’analyse de météo-vulnérabilité. L’indemnité est versée automatiquement à la fin de la période de couverture. Elle est proportionnelle à la valeur de l’indice climatique. 
Le paiement de l’indemnité n’est en aucun cas conditionné par l’occurrence de la perte d’exploitation que le contrat couvre. Le risque sous-jacent et le produit de couverture sont, de ce point de vue, totalement indépendants. Ce n’est pas une situation propre au marché de la météo. Sur le marché des changes, un trésorier d’entreprise européenne peut acheter une option sur le taux de change euro/dollar pour couvrir une commande payable en dollars. Si la commande disparaît, la valeur de l’option est bien calculée en fonction du cours à terme de l’euro/dollar et ne dépend absolument pas du risque sous-jacent qu’elle couvre.

## Les acteurs de la couverture du risque météo
Le CME propose un certain nombre de contrats de couverture standardisés souvent mal adaptés aux besoins des entreprises. Les banques et les sociétés d’assurances sont peu présentes sur le marché de la couverture météo, qui est essentiellement animé par des sociétés de réassurance (ex: Allianz, Liberty Syndicate, Swiss Re, Partner Re) et des fonds d’investissement (ex : Coriolis Capital, Nephila Capital).
Ce sont des sociétés spécialisées dans la gestion du risque météo qui permettent aux entreprises de mettre en place la couverture la plus adaptée. Aux États-Unis, The Climate Corporation (en) intervient sur le secteur agricole et propose des couvertures aux exploitants agricoles, sur l’ensemble du territoire américain. 
En France, la société parisienne Meteo Protect, créée en 2011, s'est imposée en 4 ans comme le leader européen des couvertures financières qui compensent l'impact d'une météo défavorable. Elle compte aujourd'hui une centaine de clients de toutes tailles à travers le monde. ClimateSecure, aussi basée à Paris, s'est lancée sur ce marché en 2015. 